# Central Park (métro d'Incheon)
Central Park (hangeul : 센트럴파크 ; hanja : 中央公園) est une station de passage de la ligne 1 du métro d'Incheon. Elle est située au 240 Tower-daero, quartier Songdo 4-dong, dans l'arrondissement Yeonsu-gu de la ville d'Incheon, à l'ouest de Séoul, en Corée du Sud.
Ouverte en 2009, la station est desservie par les rames qui circulent sur la ligne 1 du métro d'Incheon qui fait partie du régime tarifaire du réseau du métro de Séoul.

## Situation sur le réseau

Plan du réseau du métro de Séoul (2023)

La station souterraine Central Park est une station de passage de la ligne 1 du métro d'Incheon : elle est située entre la station Université nationale d'Incheon, en direction du terminus nord Gyeyang, et la station Quartier d'affaires international, en direction du terminus sud Songdo Moonlight Festival Park.

## Histoire
La station Central Park est mise en service le 1er juin 2009, lors de l'ouverture à l'exploitation de la section, de Bakchon à  Quartier d'affaires international.
Avant 2010, le métro d'Icheon disposait de son propre système de billetterie, depuis il est intégré dans le système du métro de Séoul. Cette fusion est aussi visible sur les plans du métro de Séoul qui incluent maintenant le métro d'Incheon.

## Services aux voyageurs

### Accès et accueil
La station souterraine est située au 240 Tower-daero, quartier Songdo 4-dong. Elle dispose de trois bouches, numérotées de 1 à 3, situées de part et d'autre de l'Incheon tower-daero. Comme toutes les stations de la ligne, elle dispose d'une billetterie équipée d'automates pour l'achat de titres de transport valables sur l'ensemble du réseau du métro de Séoul.

### Desserte
Central Park est desservie par les rames omnibus qui circulent sur la ligne 1 du métro d'incheon. Elle dispose de deux voies desservant un quai central équipé de portes palières.

Installations
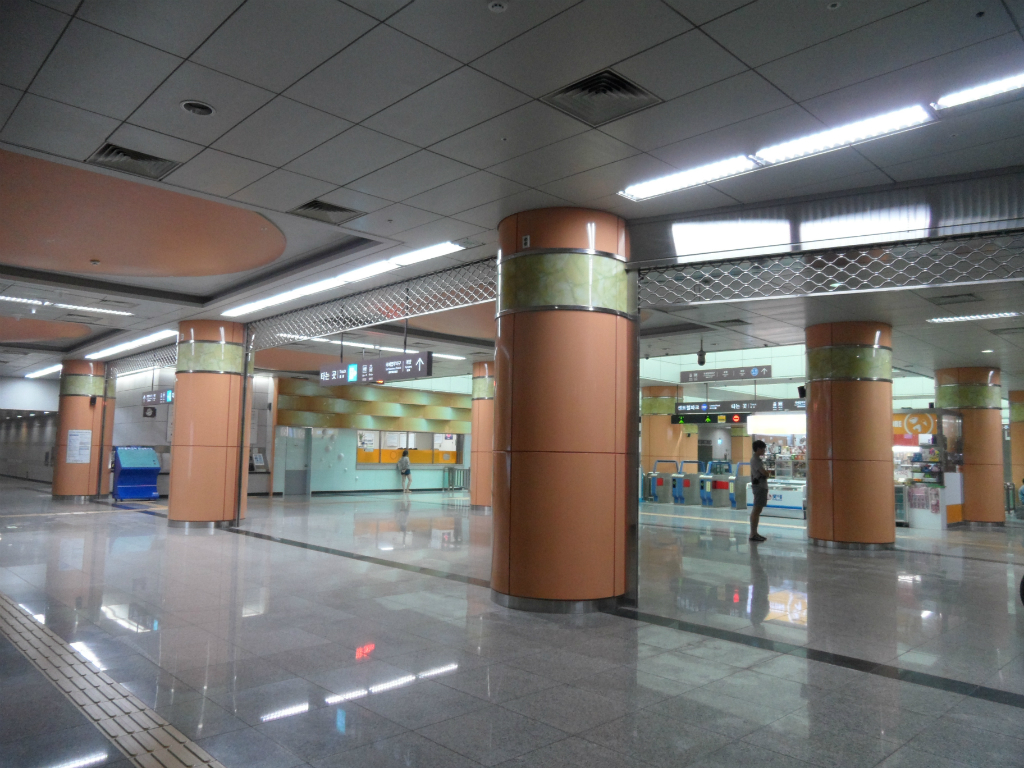
En 2014.
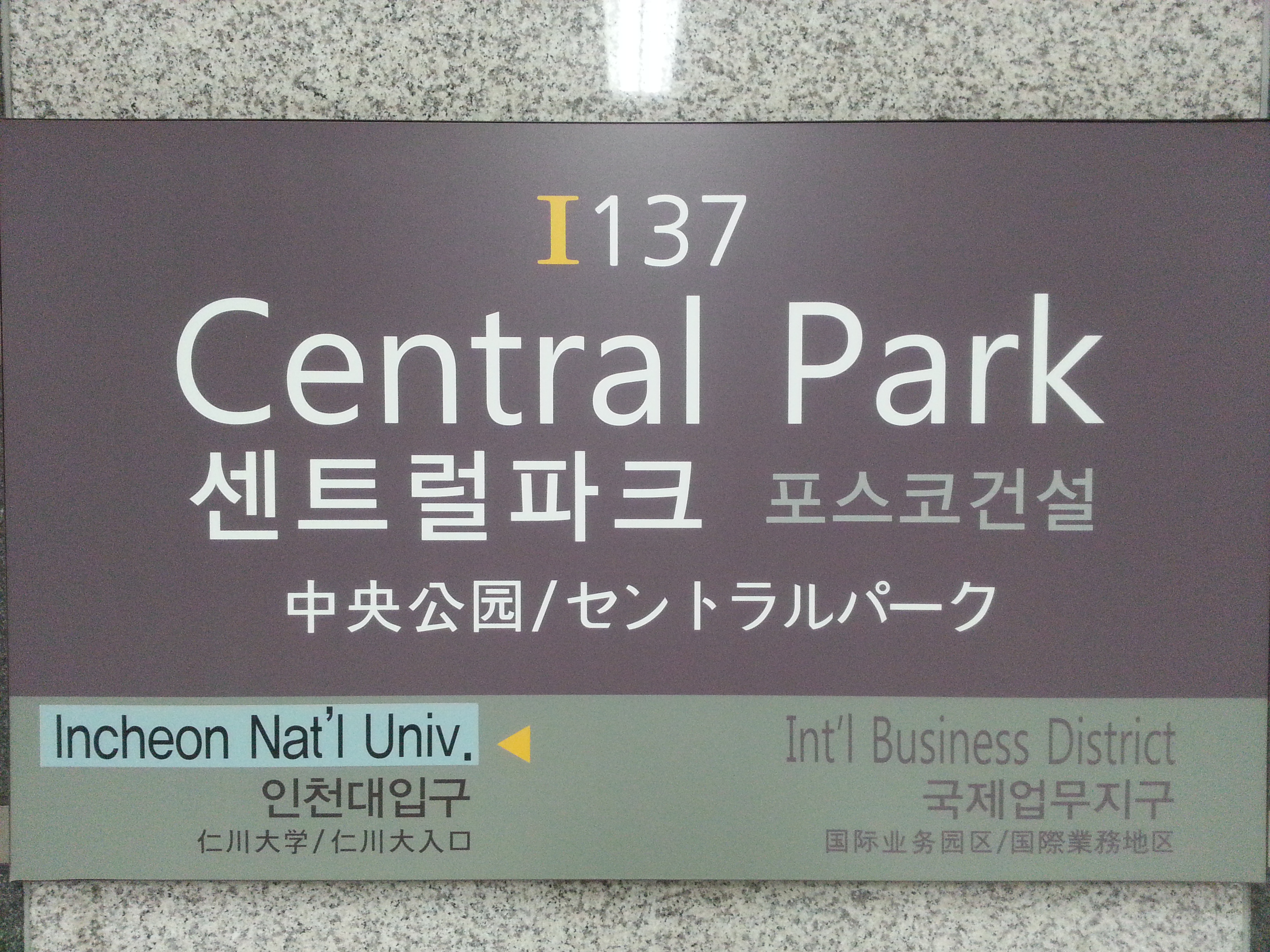
En 2014.
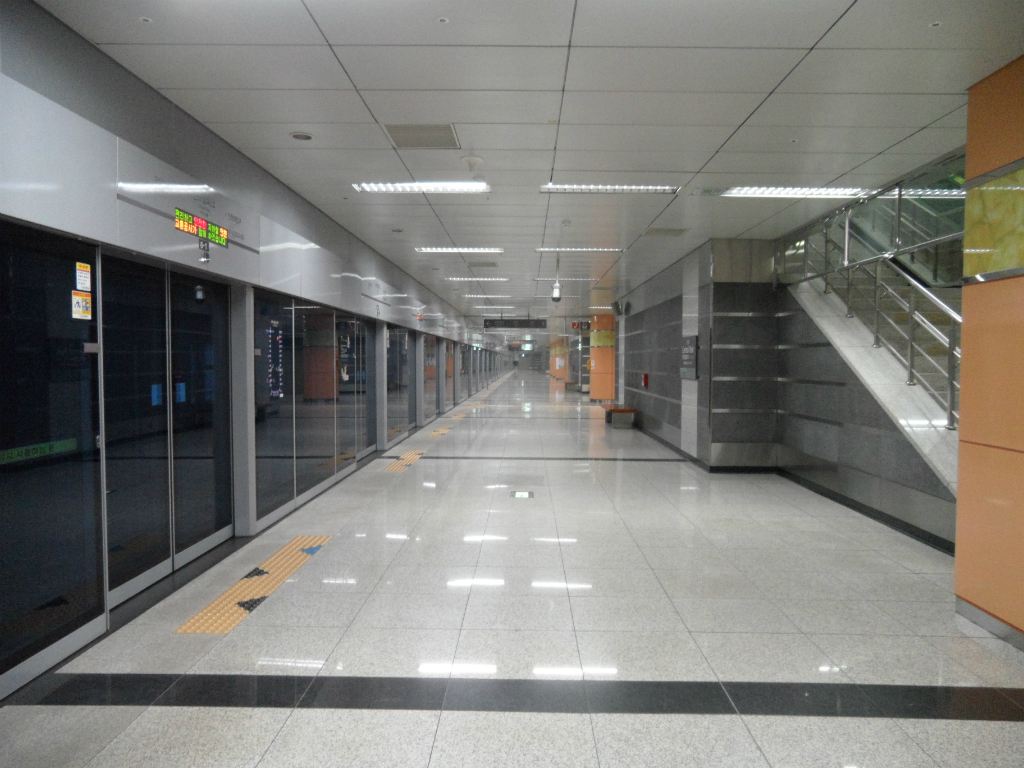
En 2014.

### Intermodalité
Des arrêts de bus sont établis à proximité des bouches de la station.